# Recto-verso (émission de télévision)
Pour les articles homonymes, voir Recto-verso.
Recto-verso est une émission de télévision hebdomadaire française diffusée de 1999 à 2004 sur Paris Première.
Présentée par Paul Amar, cette émission d'interview d'une personnalité d'une durée de 52 minutes était produite par 17 juin production.

## Principe
Paul Amar et son invité visionnent depuis un vidéoprojecteur un portrait de l'invité, une rétrospective sur sa carrière. Chacun dispose d'un bouton, où ils peuvent appuyer, mettant le portrait en pause, pour commenter ou apporter des précisions sur un épisode particulier.

## Parodie
L'émission est parodiée dans Les Guignols de l'Info en 2002 où l'invité Jacques Chirac essai de gâcher le déroulement et d'éviter le bilan de son septennat, notamment des erreurs et controverses (reprise des essais nucléaires, dissolution ratée de 1997, affaires de financement du RPR).